# Tijmen Govaerts

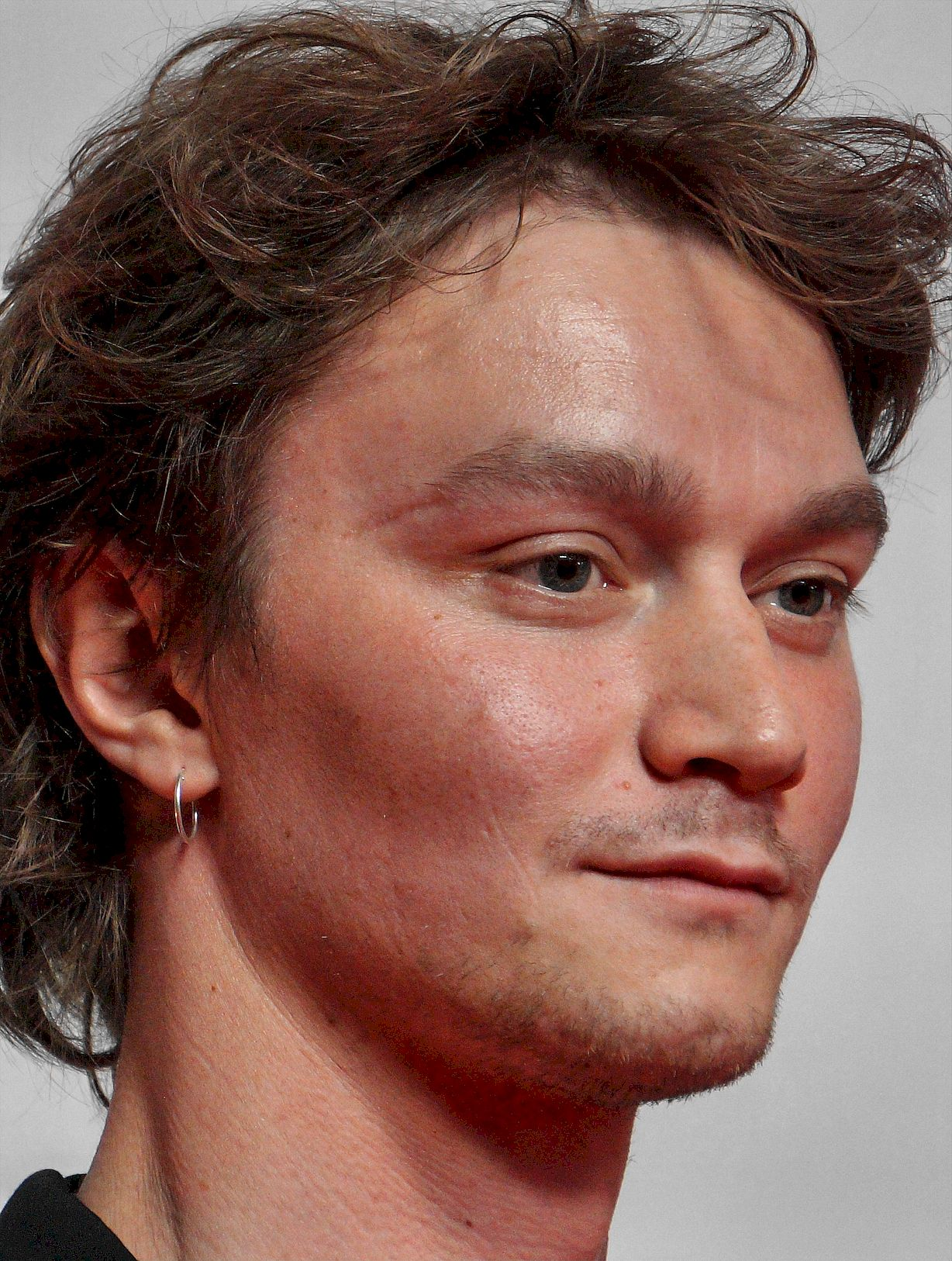
Tijmen Govaerts (2023)

Tijmen Govaerts (* 1. Januar 1994) ist ein belgischer Filmschauspieler.

## Leben
Seine erste Rolle in einem Spielfilm erhielt der 1994 geborene Belgier Tijmen Govaerts in Bouli Lannerss Kriminalkomödie Das Ende ist erst der Anfang. Der Film kam im Januar 2016 in die französischen Kinos und wurde kurz später bei den Filmfestspielen in Berlin gezeigt. Im Jahr 2018 folgten Engagements in den Filmen Wir – Der Sommer, als wir unsere Röcke hoben und die Welt gegen die Wand fuhr von René Eller, Kursk von Thomas Vinterberg und Girl von Lukas Dhont. In dem Filmdrama Der männliche Blick: Die nächtlichen Instinkte spielte er in der Hauptrolle des Segments "After Dawn" Clément. In dieser Rolle war Govaerts bereits in Nicolas Graux’ Kurzfilm Passée l'aube zu sehen, der seinem von Piotr Biedron gespielten, noch nicht geouteten Exfreund einen Besuch abstattet. In dem Filmdrama Tench von Patrice Toye spielte er in der Hauptrolle den 20-jährigen Jonathan, der mit seinem pädophilen Drang zu kämpfen hat.
Ab 2021 war Govaerts in sechs Folgen der Fernsehserie The Bank Hacker, in elf Folgen der Krimiserie Before We Die und in der Tatort-Folge Die dritte Haut zu sehen. Der Film Tori & Lokita, in dem er Luckas spielt, feierte im Mai 2022 bei den Internationalen Filmfestspielen in Cannes seine Premiere. Seit 2022 spielt er in der Fernsehserie 1985 Marc De Vuyst und in der Fernsehserie Zwei Sommer Luk Van Gael.

## Filmografie
- 2016: Das Ende ist erst der Anfang (Les premiers les derniers)
- 2016: Coppers (Fernsehserie, 1 Folge)
- 2016: Professor T. (Fernsehserie, 1 Folge)
- 2018: Wir – Der Sommer, als wir unsere Röcke hoben und die Welt gegen die Wand fuhr (Wij)
- 2018: Kursk
- 2018: Girl
- 2019: Tench (Muidhond)
- 2020: Kom hier dat ik u kus
- 2021: Der männliche Blick: Die nächtlichen Instinkte (The Male Gaze: Nocturnal Instincts)
- 2021: The Bank Hacker (Fernsehserie, 6 Folgen)
- 2021: Tatort: Die dritte Haut
- 2021–2022: Before We Die (Fernsehserie, 11 Folgen)
- 2022: Tori & Lokita (Tori et Lokita)
- 2022: Zwei Sommer (Twee Zomers, Fernsehserie, 6 Folgen)
- 2023: 1985 (Fernsehserie, 8 Folgen)
- 2024: Julie bleibt still (Julie zwijgt)

## Auszeichnungen
Film Festival Oostende
- 2021: Nominierung als Bester Schauspieler (Tench)